# Gonatocerus latipennis
Gonatocerus latipennis är en stekelart som beskrevs av Girault 1911. Gonatocerus latipennis ingår i släktet Gonatocerus och familjen dvärgsteklar. Inga underarter finns listade i Catalogue of Life.